# Niall McGinn
Niall McGinn (Donaghmore, 20 de julho de 1987) é um futebolista norte-irlandês que atua como Atacante. Defende atualmente o Glentoran.

## Carreira
Niall McGinn fez parte do elenco da Seleção Norte-Irlandesa de Futebol da Eurocopa de 2016.